# Сен Дьони (Реюнион)
Сен Дьони (на френски: Saint-Denis) е град в Реюнион – отвъдморски департамент на Франция в Индийския океан.
Има 146 985 жители през 2015 г. Площта му е 142,79 км². Градът е основен административен и икономически център на острова.

## География

### Климат
Средната температура в града е 25 градуса, а максималната достига до 35 градуса през лятото при 13 градуса минимална през зимата. Не се наблюдават мъгли, сняг или замръзване. Годишно падат 1700 мм валежи, най-често през тропическото лято от януари до март. Влажността на въздуха е 70 процента.

### Население
Преброяването през 1690 г. дава данни за „8 семейства, 12 негри на краля и 2 французи“.
Населението на Сен Дьони е 146 985 жители (към 1 януари 2015 г.), което го нарежда на 21-во място по население във Франция.

## История
Първите жители на града са европейски заселници, основали го през 1667 г. Сен Дьони става административен център през 1738 г.
Онсовният поминък на населението през тези векове е отглеждането на кафе. През XIX век отглеждането на захарна тръстика осигурява бързото развитие на града и високи инвестиции в градската среда, но не продължава дълго. Циклоните, маларията и откриването на Суецкия канал оставят Реюнион настрани от основните търговски пътища и забавят развитието на острова.

## Икономика
Сен Дьони е основен търговски център на остров Реюнион. В града се намират Търговско-индустриалната камара на Реюнион, както и много седалища на местни дружества или филиали на френски фирми.
По-голямата част от жителите на града имат собствени автомобили, което прави движението трудно в пиковите часове и причинява големи задръствания по основните артерии – булевард „Сюд“ и „Ланкастел“.
Общественият транспорт в града се управлява от публичното дружество „Ситалис“, чиито автобуси се движат от 6 до 20:30 часа и свързват Сен Дени с близките му предградия. В града има автогара, която свързва Сен Дени с останалите градове на острова. В близост до града е международното летище „Ролан Гарос“ на страната, свързващо острова с метрополията, както и с Мадагаскар, Мавриций, Майот, Южна Африка, Индия и Тайланд.

## Култура
В града има музеи и художествени галерии. Провеждат се ежегодни музикални и културни фестивали. Има 57 културно-исторически паметника. Обявен от министъра на културата Фредерик Митеран за „Град на изкуството и културното наследство“ през 2012 г.
Основни забележителности са кварталът Барашоа, Катедралата, улица „Париж“ с множество архитектурни паметници, сред които къщата Дерамонд-Бар и къщата Карер, джамията, построена през 1905 г. – първата на френска територия, музеят „Леон Диеркс“, Държавната градина и Музеят за естествена история и др.

## Градоустройство
Градът е разделен на 4 кантона. Включва кварталите Барашоа, Белпиер, Боа де Нефл, Ла Бретан, Льо Брюле, Ле Камелиа, Център, Шан Фльори, Ла Монтань, Сент Клотилд, Прима, Монгаяр, Сен Франсоа, Трините и др.
Наблюдава се хаотична и анархична урбанизация въпреки градоустройствените планове на местните власти.

## Личности
- Раймон Бар, еврокомисар (1967-1973), френски премиер (1976-1981) и финансов министър, кмет на Лион
- Ролан Гарос, авиатор

## Побратимени градове
- Мец (Франция)
- Ница (Франция)